# Rhamnus depressa
Rhamnus depressa là một loài thực vật có hoa trong họ Táo. Loài này được Grub. miêu tả khoa học đầu tiên.